# Bilin Bilin
Bilin Bilin (* 1820; † 1901) war ein Elder (Älterer) der Yugambeh-Aborigines im südöstlichen Queensland. Er erhielt von den britischen Kolonialisten eine sogenannte King plate (Königsplakette), ein Hoheitszeichen beziehungsweise Regalie für einen König.

## Leben
Bilin Bilin wurde um 1820 im Südosten von Queensland geboren. Er lernte durch Pastor Haussmann von der Bethesda-Mission lesen und schreiben. Bilin Bilin hatte einen Bruder, Mark, der ein guter Sänger war. 1864 luden die Yugambeh die Siedler von Waterford zum Corroboree nach Broomhill ein, dem ursprünglichen Camp der Yugambeh. Bei diesem Anlass sang Mark einen englischen Song.
Die letzten Lebensjahre verbrachte Bilin Bilin in einem Reservat, in das er von Chief Protektor Archibald Meston verwiesen wurde. Bilin Bilin kam daraufhin in die Nähe der Deebing Creek Mission, wo er später starb.

## Kolonisation
Das Land der Yugambeh wurde in den 1820er-Jahren durch die britischen Entdecker, Holzarbeiter und Missionare kolonisiert. Zunächst bestand die Chance für ein auskömmliches Miteinander, aber da im 19. Jahrhundert die europäischen Siedler mehr Land benötigten, wurde der Lebensraum der Aborigines weiter eingeschränkt: sie wurden vom Queensland-Native-Police-Corps zurückgedrängt, deren Waffen effektiver als die Speere und Keulen der Aborigines waren. 1861 erschoss der Native-Police-Corps eine Gruppe der Yugamebeh, die Decken und Tabak entwendeten. Ein Teil der Aborigines wollte mit einer Guerilla-Taktik gegen die europäischen Landbesetzer kämpfen; Bilin Bilin war dagegen und wollte weiterhin, dass sie für die weißen Siedler arbeiteten. Er verteilte sogar Bibeln unter seinem Stamm, obwohl er nicht zum Christentum konvertierte und an den traditionellen Zeremonien der Traumzeit festhielt. 1863 wurde er zum Führer der Yugambeh. Die Europäer zeichneten ihn mit einer sogenannten King plate aus, auf der der Text Jackey Jackey King of the Logan and Pimpama aufgebracht war.
Bilin Bilin und sein befreundeter Elder Minnippi, dessen King plate King of Tingalpa lautete, reisten mit der Eisenbahn nach Brisbane. Als sie im Norden von Waterford ankamen, erkrankte Minnippi, starb einige Tage später und Bilin Bilin beerdigte ihn nachts an einem unbekannten Platz.

## Bilin Bilins Vermächtnis
Bilin Bilin verstand, dass die Landnahme der Europäer unumkehrbar war, und dass der bewaffnete Kampf erfolglos sein würde. Trotzdem versuchte er, die Identität und die Gemeinschaft der Aborigines zu erhalten und sagte, dass die Aborigines ein neues Leben anfangen müssten. Mit dieser Entscheidung hatte er viele Gegner in seinem Stamm. Viele von Bilins Nachkömmlingen leben heute in dem traditionellen Land ihrer Ahnen.